# Sonja Oudendijk
Sonja Oudendijk (Velsen, Holanda Septentrional, 12 de marzo de 1958) es una escultora de los Países Bajos.

## Datos biográficos
En 1992 participó en la Bienal Internacional de Estambul.
Una de sus obras es la Torre Bellavista, Bellevue-toren  en neerlandés, que forma parte del proyecto Sokkelplan de La Haya, obra de 1993.
Su obra forma parte de la colección del Museo de Arte Moderno de Arnhem (MMKA).

## Obras

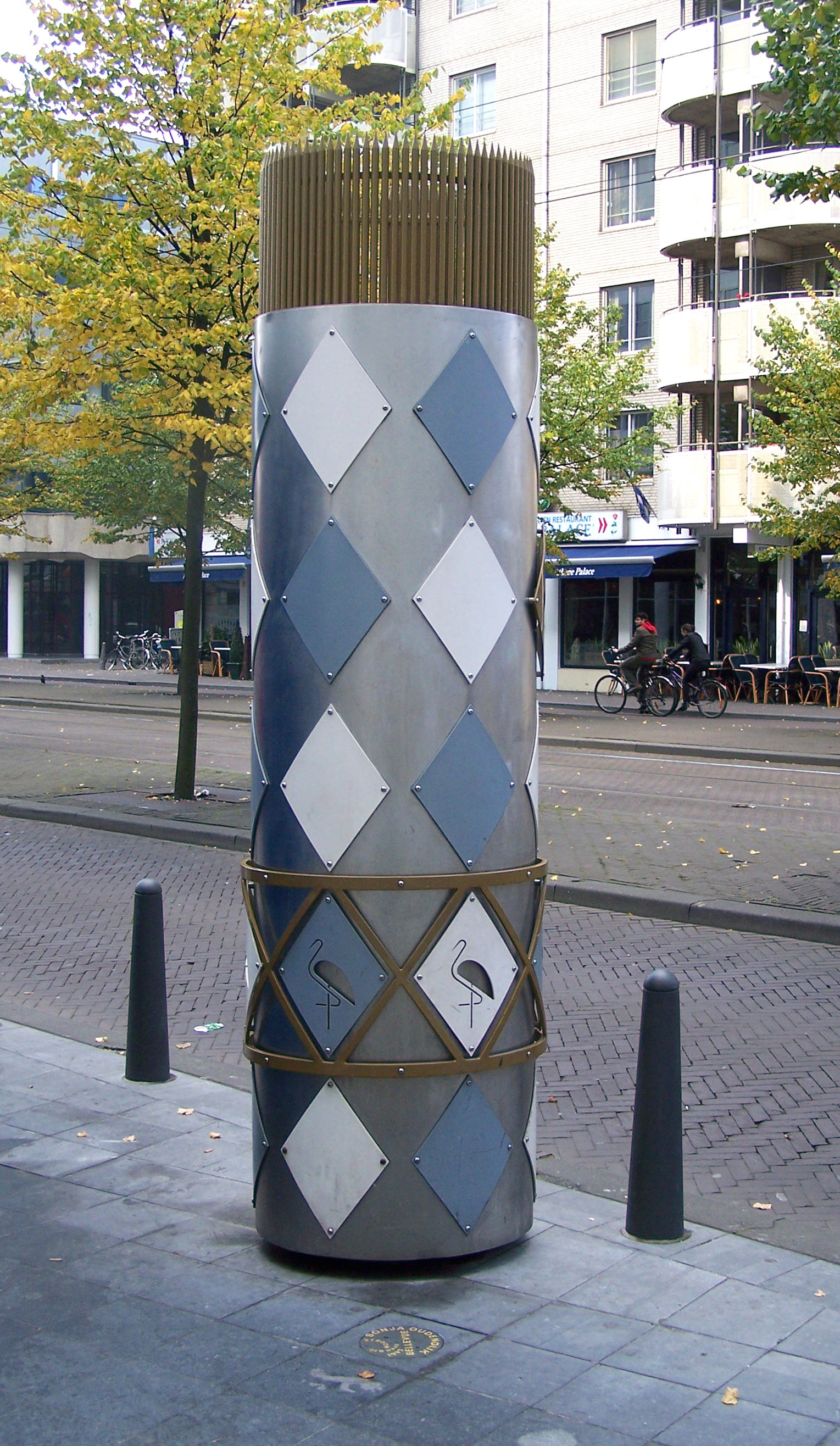
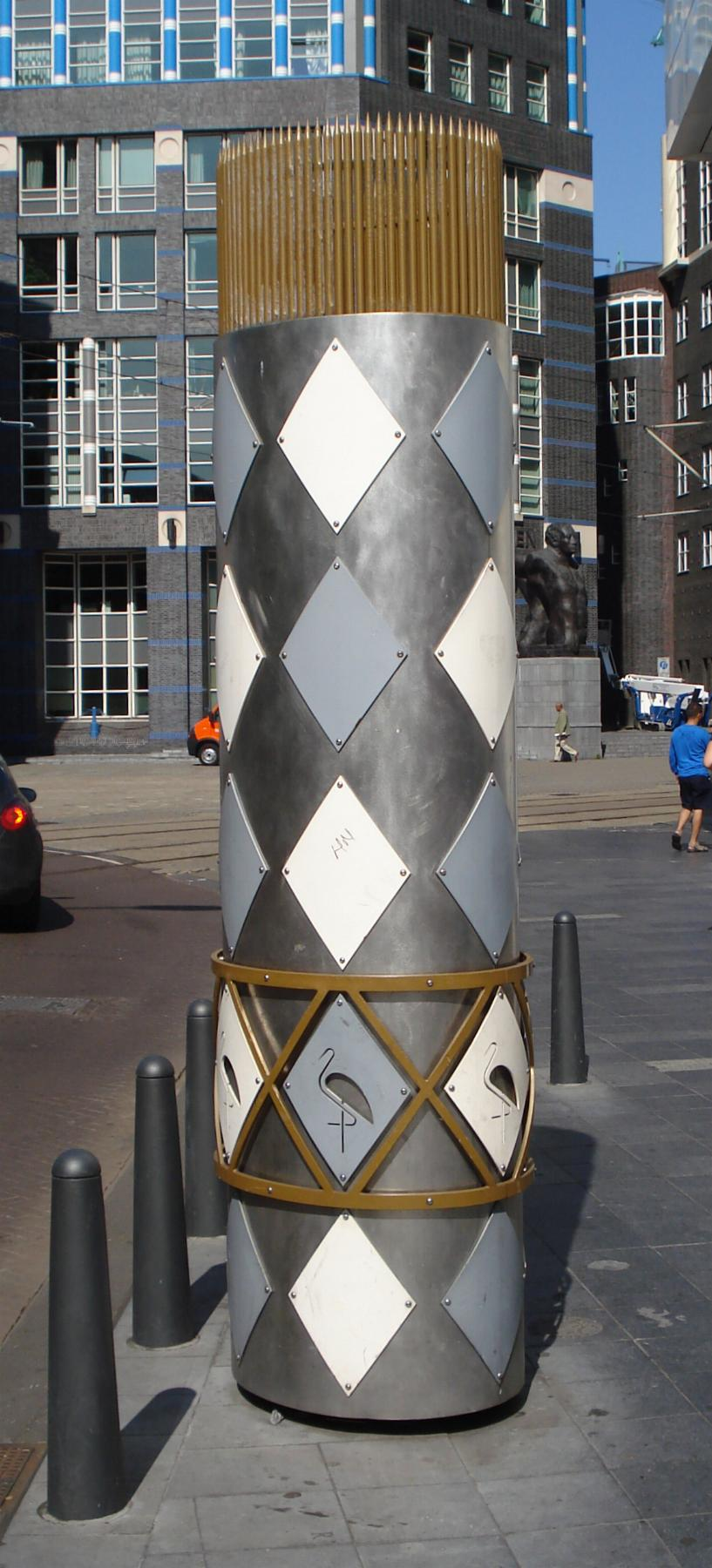

Bellevue-toren (1993)